# Okres Schwaz
Okres Schwaz je okres v rakouské spolkové zemi Tyrolsko. Má rozlohu 1843 km² a žije zde 79 034 obyvatel (k 1. 1. 2011). Sídlem okresu je město Schwaz. Okres se dále člení na 39 obcí (z toho jedno město a 4 městysy).

## Města a obce

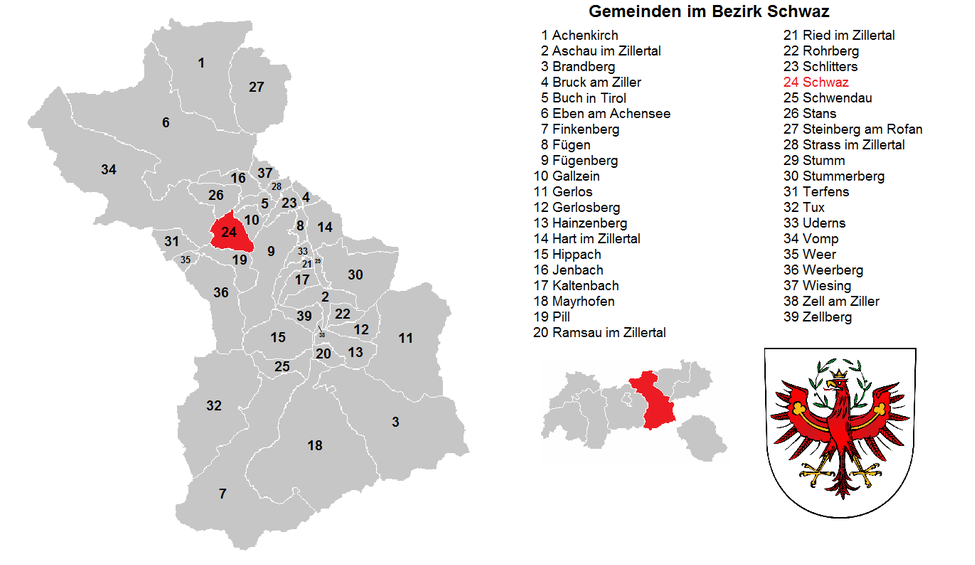
Obce v okrese Schwaz

| Města: - Schwaz Městysy: - Jenbach - Mayrhofen - Zell am Ziller - Vomp Obce: - Achenkirch - Aschau im Zillertal - Brandberg - Bruck am Ziller - Buch in Tirol - Eben am Achensee - Finkenberg - Fügen - Fügenberg - Gallzein - Gerlos - Gerlosberg - Hainzenberg | - Hart im Zillertal - Hippach - Kaltenbach - Pill - Ramsau im Zillertal - Ried im Zillertal - Rohrberg - Schlitters - Schwendau - Stans - Steinberg am Rofan - Strass im Zillertal - Stumm - Stummerberg - Terfens - Tux - Uderns - Weer - Weerberg - Wiesing - Zellberg |